# Красноногий травяной усач
Красноногий травяной усач, или пастернаковый усач (Phytoecia icterica) — вид жесткокрылых из семейства усачей.

## Распространение
Распространён в западной части Палеарктики.

## Описание
Жук длиной от 6 до 12 мм.

## Развитие
Жизненный цикл вида длится один год.

## Подвиды
- Phytoecia icterica annulipes Mulsant, 1863 — распространён в Турции. Время лёта с апреля по июль. Жук длиной от 6 до 11 мм.
- Phytoecia icterica donatellae Rapuzzi & Sama, 2009
- Phytoecia icterica icterica (Schaller, 1783) — распространён в Европе, Турции, на Кавказе и в России. Кормовые растения: пастернак (Pastinaca), морковь (Daucus), бедренец (Pimpinella), борщевик (Heracleum) и др. Время лёта с апреля по июль. Длиной от 6 до 12 мм.